# Stenorhopalus bicolor
Stenorhopalus bicolor là một loài bọ cánh cứng trong họ Cerambycidae.